# Kathoria
Kathoria fou un estat tributari protegit a l'agència de Bhopawar, presidència de Bombai; era un bhumiat governat per un bhúmia bhilala. La capital era la població de Kathoria on residia el bhúmia.